# Episodi di Sulle strade della California (quinta stagione)
Questa voce contiene trame, dettagli e crediti dei registi e degli sceneggiatori della quinta stagione della serie televisiva Sulle strade della California
Negli Stati Uniti, questa stagione andò in onda sulla NBC dal 22 settembre 1977 al 28 maggio 1978. Gli episodi di questa stagione avevano una durata variabile tra i 90 e i 120 minuti.
| nº | Titolo originale               | Titolo italiano                 | Prima TV USA      | Prima TV Italia  |
| -- | ------------------------------ | ------------------------------- | ----------------- | ---------------- |
| 1  | Trigger Point                  |                                 | 27 settembre 1977 |                  |
| 2  | Stigma                         |                                 | 9 novembre 1977   |                  |
| 3  | River of Promises              | Un fiume di promesse (1ª parte) | 14 gennaio 1977   | 18 novembre 1981 |
| 3  | River of Promises              | Un fiume di promesse (2ª parte) | 14 gennaio 1977   | 25 novembre 1981 |
| 4  | Day of Terror... Night of Fear | Ore di paura                    | 4 marzo 1978      |                  |
| 5  | The Broken Badge               |                                 | 19 marzo 1978     |                  |
| 6  | No Margin for Error            |                                 | 30 aprile 1978    |                  |
| 7  | A Chance to Live               |                                 | 28 maggio 1978    |                  |